# Rhagodes anthracinus
Espèce
Rhagodes anthracinus est une espèce de solifuges de la famille des Rhagodidae.

## Distribution
Cette espèce est endémique de Somalie.

## Description
La femelle holotype mesure 17 mm.

## Publication originale
- Pocock, 1900 : Some new or little-known Thelyphonidae and Solifugae. Annals and Magazine of Natural History, sér. 7, vol. 5, p. 294–306 (texte intégral).